# Lijst van locaties uit Charmed
Dit is een lijst van locaties uit de Amerikaanse televisieserie Charmed.

## Hoofdlocaties

### Halliwell Manor

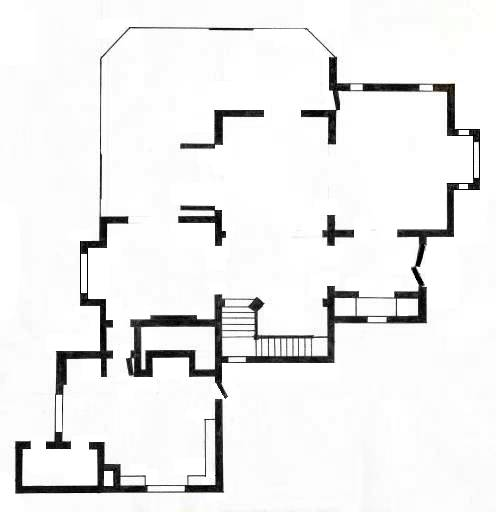
Plattegrond van het huis

Halliwell Manor is het huis van de Charmed Ones en daarmee de primaire locatie van de serie. Het huis is gebouwd in 1906 na de Grote Aardbeving van San Francisco en is al vier generaties in de familie. 
Het huis bevindt zich boven op een Nexus en is derhalve een sterk punt van magie. De overgrootouders van de Charmed Ones waren op de hoogte van het bestaan van deze Nexus en kozen om die reden deze plek uit voor het huis. Mensen die in het huis worden geboren kunnen een sterke macht voor het goede of het kwade worden. In de serie geldt dit voor Phoebe en Wyatt. 
Het huis ondergaat in de serie intern een aantal veranderingen. Zo krijgen bepaalde kamers andere functies. De belangrijkste kamer in het huis is de zolder, waar het Boek der Schaduwen ligt. In het huis hebben veel belangrijke gebeurtenissen plaatsgevonden. Zo zijn onder andere Belthazor en de Bron vernietigd in het huis.
Het huis bevindt zich op 1326 Prescott Street, San Francisco, zo wordt in de serie verteld. In werkelijkheid bevindt het zich echter op 1329 Carroll Avenue in Los Angeles in de buurt Angelino Heights. Dit is een van de weinige straten in de VS met Victoriaanse huizen.
Ze hebben alleen de buitenkant gebruikt van het huis. Het huis in de serie heeft nogal ongebruikelijke ruimtes zoals de serre & keuken, deze is op de foto's en in de serie (exterior van het huis) niet aanwezig. De serre zou zichtbaar moeten zijn als de buitenkant van het huis in de serie getoond wordt, omdat ze voornamelijk alleen het huis rechtsvoor laten zien. Is het duidelijk zichtbaar dat er geen serre aan het huis bestaat. 
De reden dat ze de manor op deze manier laten zien is omdat het huis ernaast niet gerenoveerd is en er als een bouwval bijstaat.
Ook alle ander locaties uit Charmed zijn opgenomen in LA.

### P3
P3 is de nachtclub van Piper Halliwell, die ze in het begin van seizoen twee opende. De club is geregeld een locatie waar de Charmed Ones samenkomen. 

### Magieschool
Een school voor kinderen waar ze goede magie kunnen leren gebruiken. De school is opgericht door Gideon en beschermd met goede magie zodat niemand er kan worden gedood door het kwaad. Na  de dood van Gideon neemt Paige de leiding over de school over. De school bevat veel boeken over veruit de meeste magische onderwerpen.
In seizoen acht wordt de school tijdelijk overgenomen door demonen, maar aan het eind van de serie veroveren de Charmed Ones de school weer terug. 
De locatie van de school is niet bekend, evenals hoe men er kan komen op een andere manier dan via magische teleportatie (zoals orben).

## Regelmatig terugkerende locaties

### San Francisco Politiebureau
Het politiebureau waar Andy Trudeau en Darryl Morris werken en van waaruit ze de Charmed Ones geregeld bijstaan.

### Bay Mirror-hoofdkantoor
Het hoofdkantoor van de Bay Mirror, de krant waar Phoebe voor schrijft. 

### Golden Gate Bridge
De plek vanwaar de Ouderlingen vaak contact zoeken met Leo, Paige en Chris. 

## Niet-menselijke locaties

### "Daarboven"
Het rijk "daarboven" is waar de Ouderlingen verblijven om de wereld in de gaten te houden. Mogelijk is dit de Charmed-versie van de hemel, maar de plek wordt in de serie nooit zo genoemd. 
Maar weinig niet-ouderlingen en lichtgidsen hebben ooit dit rijk gezien. Alleen Piper is er een paar keer geweest.

### De onderwereld
De wereld van de demonen en andere kwaadaardige wezens. Deze wereld is geheel chaotisch opgebouwd.

### Onbekende locaties
Er zijn een aantal locaties in de serie die duidelijk niet in de menselijke wereld bestaan, maar waarvan de locatie onbekend is. Dit zijn bijvoorbeeld de rechtszaal uit de aflevering “Crimes and Witch Demeanors”, het fort van de Fairy Tale Keeper en het hoofdkwartier van de Avatars.

### The Demonic Wasteland
Dit is het hiernamaals waar vernietigde demonen naartoe gaan. De meeste demonen verdwijnen bij hun aankomst hier in het niets, waarna alleen hun krachten overblijven in de vorm van bollen. Demonen met een ziel, zoals Cole Turner, blijven wel bestaan. Zij worden in deze wereld opgejaagd door een slangachtig wezen. Cole kon dit wezen doden na veel krachten van andere demonen te hebben geabsorbeerd. 

## Andere locaties

### Bucklands Veilinghuis
Het veilinghuis waar Prue gedurende de eerste seizoenen werkte, en van waaruit de Warlocks Rex en Hannah hun plannen smeedden om de Charmed Ones te verslaan. 

### Quake
Het restaurant waar Piper in seizoen 1 werkte als chef en manager. Al snel bleek dat dit niet de geschikte baan voor haar was, dus nam ze ontslag. 

### Paige's appartement
Het appartement waar Paige begin seizoen 4 woonde voordat ze introk bij Piper en Phoebe.

### San Francisco Memorial
Het primaire ziekenhuis uit de serie. Dit is het ziekenhuis waarin Chris Halliwell werd geboren.

### 415Magazine
Prue’s derde werklocatie na haar baantjes bij het veilinghuis en het museum. Hier werd ze een professionele fotograaf, iets waar ze altijd al van droomde. 

### Penthouse
Het huis waarin Cole een tijdje woonde: eerst samen met Phoebe, en later alleen. 

### Montana House
Het huis van een andere heksenfamilie. Paige trok hier tijdelijk in toen ze een relatie had met een tovenaar genaamd Richard.

### Phoebe's condo
Phoebe’s nieuwe huis nadat ze in seizoen acht Halliwell Manor verliet.